# Burg Friedelsheim

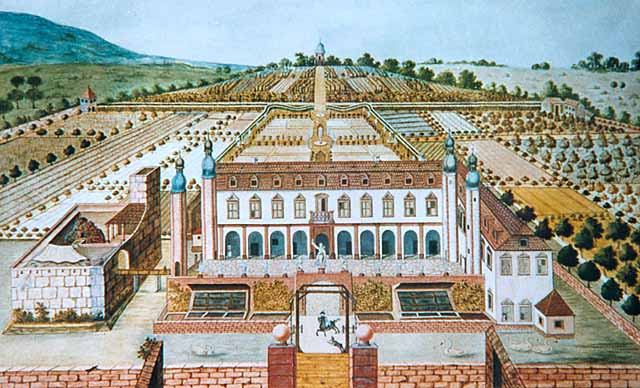
Schloss Friedelsheim unter den Grafen von Wiser, um 1710

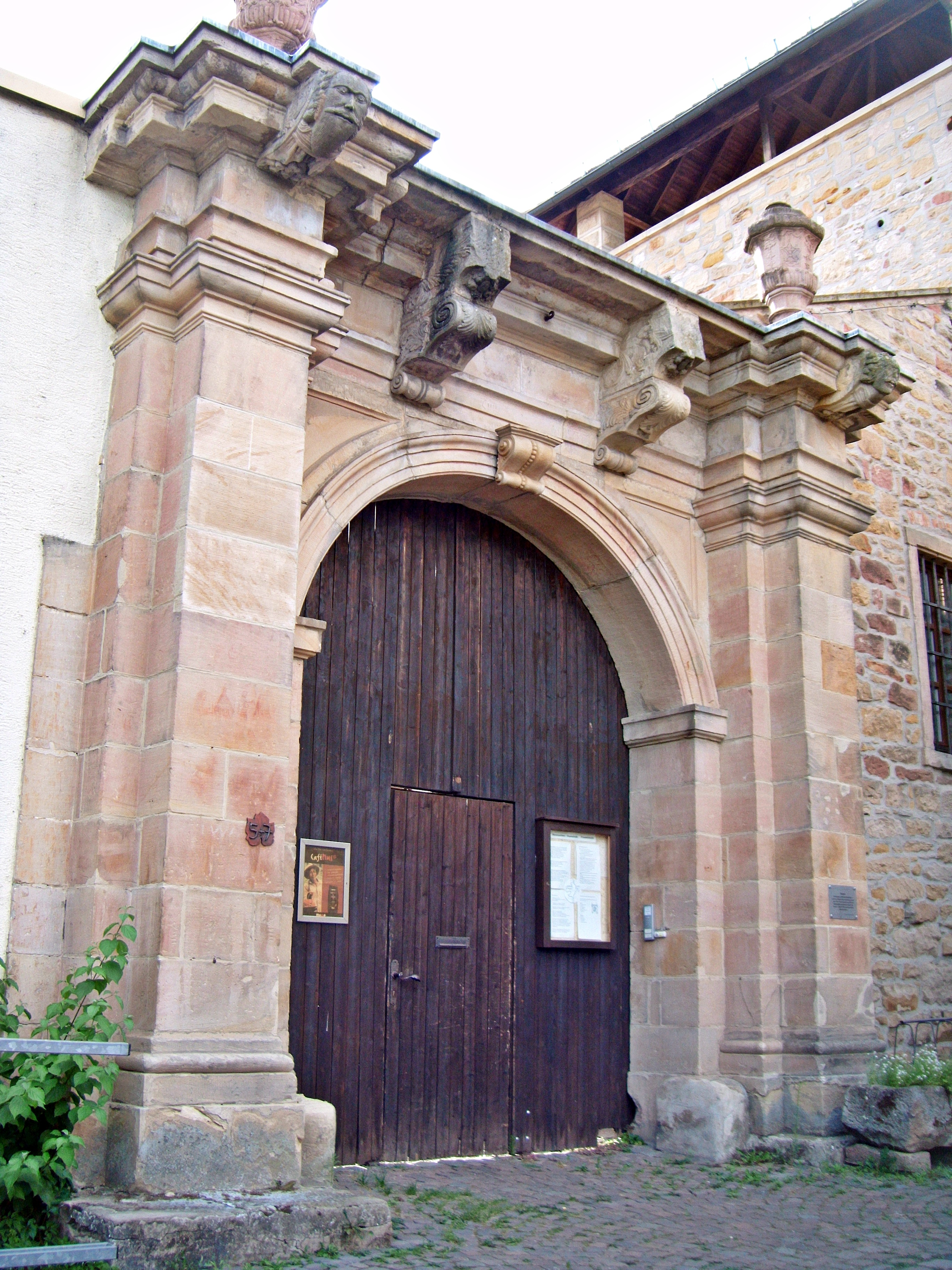
Das südliche Schlosstor der ehemaligen Burg Friedelsheim

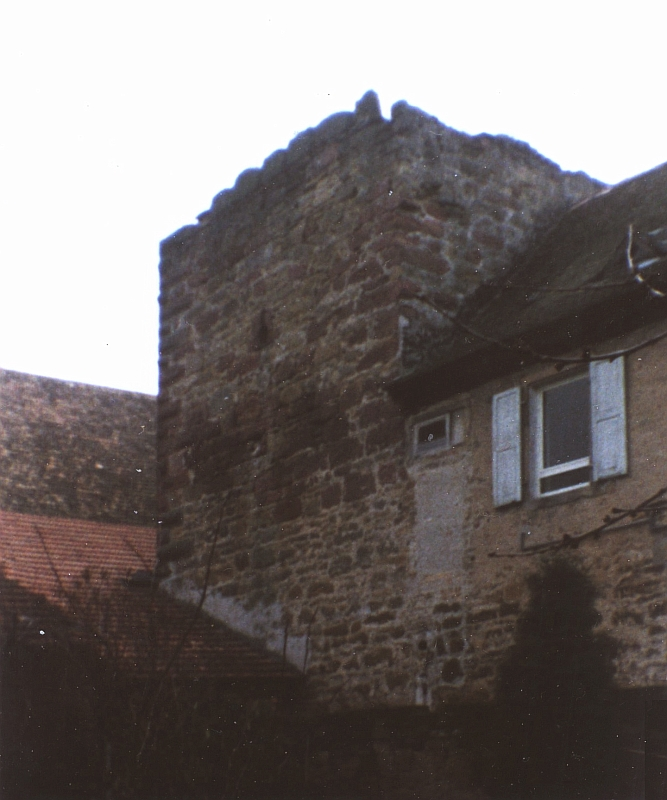
Friedelsheim, Überreste des Burgturmes, vor der Restaurierung 1983

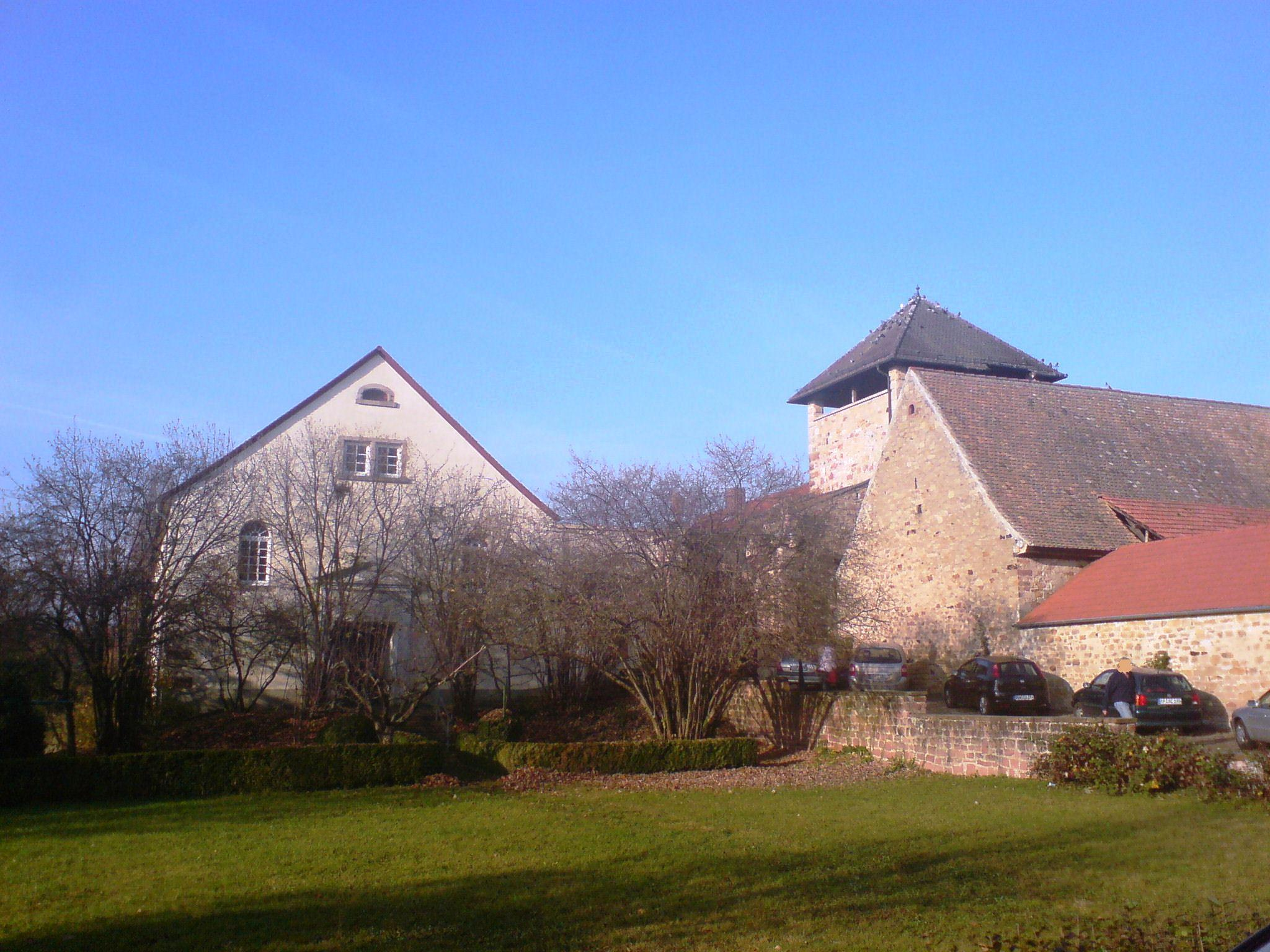
Ansicht auf Mennonitenkirche (links) und Bergfried von der Burgstraße

Burg Friedelsheim war eine rechteckige Niederungsburg, die ab 1575 zum Schloss ausgebaut wurde. Das Bauwerk wurde 1794 zerstört, die Ruine liegt in der heutigen Ortsgemeinde Friedelsheim im Landkreis Bad Dürkheim in Rheinland-Pfalz.

## Geschichte
Aufgrund des noch vorhandenen Baubestandes wird vermutet, dass die Burg bereits im 13. oder 14. Jahrhundert durch die Herren von Bolanden erbaut wurde. Die erste urkundliche Erwähnung der Burg war jedoch erst 1418 im Besitz des Johann von Derne. Im Jahr 1433 wurde ein kurpfälzischer Amtmann auf der Burg eingesetzt. Pfalzgraf Friedrich I. verkaufte 1462 das Schloss an den neuen Besitzer, den Limburger Abt Heinrich Ulner von Dieburg. Nach Zerstörung der Abtei Limburg verkaufte Abt Machar Wais von Fauerbach die Liegenschaft 1508 an Hans VIII. von Hirschhorn, um damit den geplanten Neubau seines Klosters in Wachenheim zu finanzieren. Pfalzgraf Johann Kasimir ließ ab 1575 die Burg aufwändig um- und ausbauen. Er errichtete ein neues Renaissanceschloss.
Im Dreißigjährigen Krieg eroberten spanische Truppen 1632 das Schloss und schwedische Truppen kurz darauf. Dabei wurde das Schloss bei Bränden schwer beschädigt. Zur fast vollständigen Zerstörung kam es 1689 durch französische Truppen im Pfälzischen Erbfolgekrieg. 
Im Jahr 1698 wurde Franz Melchior von Wiser (1651–1702) mit Friedelsheim belehnt. Nachdem sein Sohn Franz Joseph von Wiser (1679–1755) auf den Fundamenten des niedergebrannten Schlosses einen barocken Nachfolgebau errichtet hatte, kam es 1708/09 zur Erbteilung der Grafen von Wiser, wobei das Schloss Friedelsheim in den Besitz der von Franz Joseph begründeten Linie Wiser-Siegelsbach kam. 
Das Schloss wurde 1794 im Ersten Koalitionskrieg niedergebrannt.
Heute sind nur noch wenige Mauerreste und der Burgturm von der einstigen mittelalterlichen Burg sichtbar. Von den Schlössern nur noch Portale, Mauerreste und Teile des breiten Grabens. Der heute ca. 16 m hohe Turm wurde 1986/87 restauriert, wobei er eine Außentreppe zur neu angelegten Aussichtsplattform und ein neues Dach erhielt.
Im Bereich der Burg befindet sich außerdem eine Mennonitenkirche. Diese wurde 1836–1838 erbaut. 2004 erfolgte eine umfangreiche Sanierung mit Umbau. Ein Wohngebäude im Burgbereich dient der Mennonitengemeinde heute als Pfarrhaus.